# Ariel Hsing
Ariel Hsing (Giản thể: 邢延华, Phồn thể: 邢延華, bính âm: Xíng Yánhuá; Hán Việt: Hình Diên Hoa, sinh ngày 29 Tháng 11 năm 1995 tại Fremont, California) là một vận động viên bóng bàn Mỹ. Hsing đã trở thành tuyển thủ bóng bàn Mỹ trẻ nhất quốc gia vô địch trong lịch sử vào năm 2010 ở tuổi 15.
Vào năm 2012, Hsing đã giành được danh hiệu đĩa đơn tại Cup ITTF Bắc Mỹ, Giải Trẻ Mỹ và Cadet Mở rộng. Hsing đủ điều kiện tham dự Thế vận hội mùa hè 2012 và là hạt giống thứ 46 đơn nữ.
Hsing là người quen với Warren Buffett và Bill Gates, cô gọi họ là "Bác Warren" và "Bác Bill". Hsing đã gặp Buffett lần đầu tiên năm 2005, khi người bạn gái tâm tình lâu năm Sharon Osberg gợi ý mời Hsing đến dự sinh nhật 75 tuổi của ông. Kể từ đó, Hsing được tham gia vào một vài cuộc họp cổ đông của Berkshire Hathaway ở Ohama. Cô còn giành chiến thắng trước rất nhiều đối thủ trong những cuộc đua thuyền được tổ chức ở Ohama, trong đó có cả Bill Gates.

## Tiểu sử
Mẹ của Hsing là Khương Tân Hoa (Giản thể:姜新华, bính âm: Jiāng Xīnhuá) là một người nhập cư Trung Quốc và bố cô là Michael Hsing (Giản thể: 邢冀北, bính âm:  Xíng Jìběi, Hán Việt: Hình Ký Bắc) sinh ra ở Đài Loan.
Hsing bắt đầu chơi bóng bàn khi cha mẹ cô đã không thể tìm thấy một người giữ trẻ một đêm và mang cô bé đến một câu lạc bộ bóng bàn địa phương lúc cô bé lên 7.